# Bettina Sågbom-Ek
Bettina Maria Sågbom-Ek, född 1 september 1965 i Hangö i Finland, är en finlandssvensk programledare i radio och TV på Svenska Yle i Finland.

## Biografi
Bettina Sågbom växte upp i småstaden Hangö i regionen Västnyland, men är numera bosatt i Esbo. 
Sågbom arbetar sedan flera år tillbaka på Svenska Yle, och har lett såväl radioprogram som TV-program. Som teveprogramledare har Sågbom genom åren, bland annat, lett svenskspråkiga pratshower som Bettina S och Bettina på turné. Programmen har blivit omtyckta och populära inte bara bland finlandssvenskar, utan också bland finnar. Under våren år 2011 spelades pratshowen Bettina i Stockholm, som titeln antyder, in i Stockholm. Då bjöds sverigefinländare och svenskar med anknytning till Finland in som gäster. TV-programmet visades först på den svenskspråkiga TV-kanalen i Finland Yle Fem och sedan på SVT.
För närvarande (2012) är hon en av programledarna för det svenskspråkiga TV-programmet Min Morgon som sänds på Yle Fem. 
Bettina Sågbom-Ek var från och med året 2000 gift med radioredaktören Tomas Ek och är mor till två söner från ett tidigare förhållande.

## Utmärkelser
- TV-programmet Bettina S. belönades vid Gyllene Venlagalan med ett Venlapris för bästa underhållningsprogram i Finland 2003.
- TV-programmet Bettina på turné  belönades med ett Venlapris för bästa pratshow 2009.[4]
- Bettina Sågbom-Ek förlänades Svenska Finlands folktings medalj 2006.

### Webbkällor
- Bettina Sågbom-Ek på Internet Movie Database (engelska) Läst 7 mars 2012.
- Sågbom-Ek, Bettina i Uppslagsverket Finland (webbupplaga, 2012). CC-BY-SA 4.0